# Eresia cerquita
Eresia cerquita är en fjärilsart som beskrevs av Paul Dognin 1894. Eresia cerquita ingår i släktet Eresia och familjen praktfjärilar. Inga underarter finns listade i Catalogue of Life.